# Dromochorus
Dromochorus es un género de coleópteros adéfagos de la familia Carabidae.

## Especies
Contiene las siguientes especies:
- Dromochorus belfragei Salle, 1877
- Dromochorus pilatei Guerin-Meneville, 1845
- Dromochorus pruininus Casey, 1897
- Dromochorus velutinigrens Johnson, 1992